# AES Corporation
Pour les articles homonymes, voir AES.
AES Corporation  (NYSE : AES) est une importante société par actions américaine active dans le secteur de la production et la distribution d'électricité, particulièrement en Amérique latine, aux États-Unis et en Europe. Elle a été fondée par deux anciens hauts fonctionnaires de l'administration Carter : Roger Sant, un ancien de la Federal Energy Administration et Dennis Bakke de l'Office of Management and Budget le 28 janvier 1981, sous la raison sociale Applied Energy Services .  Son siège social est situé à Arlington (Virginie). 
AES Corporation est un acteur de premier plan dans le secteur des services publics. L'entreprise exerce ses activités de production et distribution d'électricité dans 29 pays et emploie 27 000 personnes. Elle est inscrite au classement Fortune 500 et son titre fait partie du Dow Jones Utility Average.
En 2008, AES Corporation a réalisé un chiffre d'affaires de 14,1 milliards de dollars. Ses centrales électriques ont une puissance installée totale d'environ 40 300 mégawatts et la société construit 2 200 mégawatts de puissance additionnelle dans six pays. 
Ses réseaux de distribution électrique comptent pour 55 pour cent de son chiffre d'affaires. AES dessert des territoires dont la population est de 11 millions de personnes. 
En avril 2010, AES Wind Generation, une filiale en propriété exclusive de AES, fait l'acquisition du développeur éolien britannique Your Energy (YEL). Elle a également signé une entente en vue de prendre une participation de 51 % dans les projets éoliens de 3E, un développeur éolien polonais. Cette acquisition permettra à AES d'ajouter plus de 700 mégawatts à son parc de production éolien européen.

## Actionnaires
Liste des principaux actionnaires au 14 octobre 2021.
| The Vanguard Group                                      | 12,1% |
| Capital Research & Management (International Investors) | 7,98% |
| Capital Research & Management (World Investors)         | 7,82% |
| Fidelity Management & Research                          | 7,14% |
| Capital Research & Management (Global Investors)        | 5,67% |
| State Street Global Advisors (en) Funds Management      | 5,01% |
| Amalgamated Gadget                                      | 3,76% |
| Fidelity Investments Canada                             | 2,80% |
| BlackRock Fund Advisors                                 | 2,17% |
| Sound Shore Management                                  | 1,82% |

## Dirigeants
Paul T. Hanrahan dirige AES (revenus 2009 : 8 812 490 $).

## Filiales
- AES Gener, au Chili
- Enéo Cameroon, au Cameroun